# Re di Roma
Re di Roma – stacja na linii A metra rzymskiego. Stacja została otwarta w 1980. Stacja znajduje się na Piazza Tuscolo.